# Ekenäs skärgårds nationalpark
Ekenäs skärgårds nationalpark (fi. Tammisaaren saariston kansallispuisto) är en nationalpark i Ekenäs skärgård, Raseborgs stad, Finland. Nationalparken grundades 1989, omfattar 52 km² och administreras av Forststyrelsen liksom övriga nationalparker i landet.
En labyrint av karga klippiga utskär som övergår i skogbevuxna större öar, skall passeras när man närmar sig Älgö från havssidan. I havsbandet och den yttre skärgården är sjöfågelskyddet, speciellt under häckningstiden, en viktig uppgift för parkmyndigheterna. 
Älgö är en av de största öarna i Ekenäs (numera Raseborgs) skärgård och ön representerar den inre skärgårdsnaturen med barrskogar och mindre insjöar omgivna av våtmarker.
På Älgö finns Rödjan; ett fiskehemman från 1940-talet, som numera fungerar som naturstuga.